# غوادالوبي بينيدا
غوادالوبي بينيدا (بالإسبانية: Guadalupe Pineda)‏ هي مغنية مكسيكية، ولدت في 23 فبراير 1955 في غوادالاخارا في المكسيك.

## وصلات خارجية
- غوادالوبي بينيدا على موقع ميوزك برينز (الإنجليزية)
- غوادالوبي بينيدا على موقع ديسكوغز (الإنجليزية)